# Fiescher Gabelhorn
Pour les articles homonymes, voir Gabelhorn.
Le Fiescher Gabelhorn est un sommet des Alpes bernoises, en Suisse, situé dans le canton du Valais, qui culmine à 3 876 m d'altitude. Avec, notamment, le Chamm à l'ouest et le Schönbühlhorn, le Grosses Wannenhorn et le Kleines Wannenhorn au sud-est, il fait partie des Walliser Fiescherhörner qui séparent le glacier d'Aletsch à l'ouest du glacier de Fiesch à l'est. Il surplombe, à l'ouest, la place de la Concorde du glacier d'Aletsch.